# Lista över ledamöter av Sveriges riksdag 1988–1991
Ledamöter av Sveriges riksdag mandatperioden 1988–1991.
Ledamöterna invaldes vid valet den 18 september 1988. 

## Invalda ledamöter
Listan avser valda ledamöter vid inledandet av riksmötet 1988/1989, medan ersättare för talman och statsråd redovisas i en separat lista. De språkrör som Miljöpartiet valde i oktober 1988 (Fiona Björling & Anders Nordin) har räknats med som ledare för detta parti istället för Eva Goës och Birger Schlaug som de efterträdde. Dessa nya språkrör finns dock inte med i listan då de inte satt i riksdagen. Stig Alemyr var ålderspresident under denna riksdag då han hade suttit i med i dessa sammanhang sedan riksdagen 1957. Det bör noteras att Carl Bildt utöver sin roll som oppositionsledare var partiordförande och gruppledare för Moderaterna. I listan nedan saknas också ordförande för utbildningsutskottet, Lars Gustafsson eftersom han egentligen var ersättare för statsminister Ingvar Carlsson. 
| Utskottsförkortningar | |
| - AU – Arbetsmarknadsutskottet - BoU − Bostadsutskottet - FiU − Finansutskottet - FöU − Försvarsutskottet - JoU − Jordbruksutskottet - JuU − Justitieutskottet - KrU − Kulturutskottet - KU − Konstitutionsutskottet | - LU − Lagutskottet - NU − Näringsutskottet - SfU − Socialförsäkringsutskottet - SkU − Skatteutskottet - SoU − Socialutskottet - TU − Trafikutskottet - UbU − Utbildningsutskottet - UU − Utrikesutskottet |

Numreringen till vänster syftar inte på respektive riksdagsledamots plats.
| Nr  |
| --- |
| 1   |
| 2   |
| 3   |
| 4   |
| 5   |
| 6   |
| 7   |
| 8   |
| 9   |
| 10  |
| 11  |
| 12  |
| 13  |
| 14  |
| 15  |
| 16  |
| 17  |
| 18  |
| 19  |
| 20  |
| 21  |
| 22  |
| 23  |
| 24  |
| 25  |
| 26  |
| 27  |
| 28  |
| 29  |
| 30  |
| 31  |
| 32  |
| 33  |
| 34  |
| 35  |
| 36  |
| 37  |
| 38  |
| 39  |
| 40  |
| 41  |
| 42  |
| 43  |
| 44  |
| 45  |
| 46  |
| 47  |
| 48  |
| 49  |
| 50  |
| 51  |
| 52  |
| 53  |
| 54  |
| 55  |
| 56  |
| 57  |
| 58  |
| 59  |
| 60  |
| 61  |
| 62  |
| 63  |
| 64  |
| 65  |
| 66  |
| 67  |
| 68  |
| 69  |
| 70  |
| 71  |
| 72  |
| 73  |
| 74  |
| 75  |
| 76  |
| 77  |
| 78  |
| 79  |
| 80  |
| 81  |
| 82  |
| 83  |
| 84  |
| 85  |
| 86  |
| 87  |
| 88  |
| 89  |
| 90  |
| 91  |
| 92  |
| 93  |
| 94  |
| 95  |
| 96  |
| 97  |
| 98  |
| 99  |
| 100 |
| 101 |
| 102 |
| 103 |
| 104 |
| 105 |
| 106 |
| 107 |
| 108 |
| 109 |
| 110 |
| 111 |
| 112 |
| 113 |
| 114 |
| 115 |
| 116 |
| 117 |
| 118 |
| 119 |
| 120 |
| 121 |
| 122 |
| 123 |
| 124 |
| 125 |
| 126 |
| 127 |
| 128 |
| 129 |
| 130 |
| 131 |
| 132 |
| 133 |
| 134 |
| 135 |
| 136 |
| 137 |
| 138 |
| 139 |
| 140 |
| 141 |
| 142 |
| 143 |
| 144 |
| 145 |
| 146 |
| 147 |
| 148 |
| 149 |
| 150 |
| 151 |
| 152 |
| 153 |
| 154 |
| 155 |
| 156 |
| 157 |
| 158 |
| 159 |
| 160 |
| 161 |
| 162 |
| 163 |
| 164 |
| 165 |
| 166 |
| 167 |
| 168 |
| 169 |
| 170 |
| 171 |
| 172 |
| 173 |
| 174 |
| 175 |
| 176 |
| 177 |
| 178 |
| 179 |
| 180 |
| 181 |
| 182 |
| 183 |
| 184 |
| 185 |
| 186 |
| 187 |
| 188 |
| 189 |
| 190 |
| 191 |
| 192 |
| 193 |
| 194 |
| 195 |
| 196 |
| 197 |
| 198 |
| 199 |
| 200 |
| 201 |
| 202 |
| 203 |
| 204 |
| 205 |
| 206 |
| 207 |
| 208 |
| 209 |
| 210 |
| 211 |
| 212 |
| 213 |
| 214 |
| 215 |
| 216 |
| 217 |
| 218 |
| 219 |
| 220 |
| 221 |
| 222 |
| 223 |
| 224 |
| 225 |
| 226 |
| 227 |
| 228 |
| 229 |
| 230 |
| 231 |
| 232 |
| 233 |
| 234 |
| 235 |
| 236 |
| 237 |
| 238 |
| 239 |
| 240 |
| 241 |
| 242 |
| 243 |
| 244 |
| 245 |
| 246 |
| 247 |
| 248 |
| 249 |
| 250 |
| 251 |
| 252 |
| 253 |
| 254 |
| 255 |
| 256 |
| 257 |
| 258 |
| 259 |
| 260 |
| 261 |
| 262 |
| 263 |
| 264 |
| 265 |
| 266 |
| 267 |
| 268 |
| 269 |
| 270 |
| 271 |
| 272 |
| 273 |
| 274 |
| 275 |
| 276 |
| 277 |
| 278 |
| 279 |
| 280 |
| 281 |
| 282 |
| 283 |
| 284 |
| 285 |
| 286 |
| 287 |
| 288 |
| 289 |
| 290 |
| 291 |
| 292 |
| 293 |
| 294 |
| 295 |
| 296 |
| 297 |
| 298 |
| 299 |
| 300 |
| 301 |
| 302 |
| 303 |
| 304 |
| 305 |
| 306 |
| 307 |
| 308 |
| 309 |
| 310 |
| 311 |
| 312 |
| 313 |
| 314 |
| 315 |
| 316 |
| 317 |
| 318 |
| 319 |
| 320 |
| 321 |
| 322 |
| 323 |
| 324 |
| 325 |
| 326 |
| 327 |
| 328 |
| 329 |
| 330 |
| 331 |
| 332 |
| 333 |
| 334 |
| 335 |
| 336 |
| 337 |
| 338 |
| 339 |
| 340 |
| 341 |
| 342 |
| 343 |
| 344 |
| 345 |
| 346 |
| 347 |
| 348 |
| 349 |

| Riksdagsledamot           | Yrke                    | Parti | Parti                        | Valkrets             | Anmärkningar                  |
| ------------------------- | ----------------------- | ----- | ---------------------------- | -------------------- | ----------------------------- |
| Gösta Bohman              | f.d. statsråd           |       | Moderata samlingspartiet     | Stockholms kommun    |                               |
| Filip Fridolfsson         | fabrikör                |       | Moderata samlingspartiet     | Stockholms kommun    |                               |
| Margaretha af Ugglas      | civilekonom             |       | Moderata samlingspartiet     | Stockholms kommun    |                               |
| Elisabeth Fleetwood       | adjunkt                 |       | Moderata samlingspartiet     | Stockholms kommun    |                               |
| Carl Bildt                | partiordförande         |       | Moderata samlingspartiet     | Stockholms kommun    | Gruppledare för partiet       |
| Göran Åstrand             | konsulent               |       | Moderata samlingspartiet     | Stockholms kommun    |                               |
| Charlotte Cederschiöld    | näringspolitisk sekr.   |       | Moderata samlingspartiet     | Stockholms kommun    |                               |
| Beatrice Ask              | ordförande MUF          |       | Moderata samlingspartiet     | Stockholms kommun    |                               |
| Pär Granstedt             | filosofie kandidat      |       | Centerpartiet                | Stockholms kommun    | Vice ordförande i UU.         |
| Jan-Erik Wikström         | f.d. statsråd           |       | Folkpartiet                  | Stockholms kommun    |                               |
| Birgit Friggebo           | f.d. statsråd           |       | Folkpartiet                  | Stockholms kommun    |                               |
| Hadar Cars                | f.d. statsråd           |       | Folkpartiet                  | Stockholms kommun    | Vice ordförande i NU.         |
| Maria Leissner            | sekreterare             |       | Folkpartiet                  | Stockholms kommun    |                               |
| Barbro Westerholm         | f.d. generaldirektör    |       | Folkpartiet                  | Stockholms kommun    |                               |
| Oskar Lindkvist           | organisationschef       |       | Socialdemokraterna           | Stockholms kommun    | Vice ordförande i BoU.        |
| Sten Andersson            | statsråd                |       | Socialdemokraterna           | Stockholms kommun    | Statsråd under perioden       |
| Gertrud Sigurdsen         | statsråd                |       | Socialdemokraterna           | Stockholms kommun    | Statsråd t.o.m. 1989          |
| Anita Gradin              | statsråd                |       | Socialdemokraterna           | Stockholms kommun    | Statsråd under perioden       |
| Mats Hellström            | statsråd                |       | Socialdemokraterna           | Stockholms kommun    | Statsråd under perioden       |
| Maj Britt Theorin         | ambassadör              |       | Socialdemokraterna           | Stockholms kommun    |                               |
| Lars Ulander              | ombudsman               |       | Socialdemokraterna           | Stockholms kommun    | Ordförande i AU.              |
| Anita Modin               | förbundssekreterare     |       | Socialdemokraterna           | Stockholms kommun    |                               |
| Bengt Lindqvist           | statsråd                |       | Socialdemokraterna           | Stockholms kommun    | Statsråd under perioden       |
| Monica Andersson          | statssekreterare        |       | Socialdemokraterna           | Stockholms kommun    |                               |
| Jill Lindgren             | informationssekr.       |       | Miljöpartiet de Gröna        | Stockholms kommun    | Avled 5 maj 1989              |
| Åsa Domeij                | agronom                 |       | Miljöpartiet de Gröna        | Stockholms kommun    |                               |
| Lars Werner               | ombudsman               |       | Vänsterpartiet kommunisterna | Stockholms kommun    | Partiordförande               |
| Margó Ingvardsson         | sjukgymnast             |       | Vänsterpartiet kommunisterna | Stockholms kommun    |                               |
| Bo Hammar                 | redaktör                |       | Vänsterpartiet kommunisterna | Stockholms kommun    |                               |
| Ylva Johansson            | lärare                  |       | Vänsterpartiet kommunisterna | Stockholms kommun    |                               |
| Alf Wennerfors            | fondsekreterare         |       | Moderata samlingspartiet     | Stockholms län       |                               |
| Allan Ekström             | hovrättsråd             |       | Moderata samlingspartiet     | Stockholms län       |                               |
| Görel Bohlin              | filosofie kandidat      |       | Moderata samlingspartiet     | Stockholms län       |                               |
| Lars Tobisson             | riksgäldsfullmäktig     |       | Moderata samlingspartiet     | Stockholms län       | Vice partiordförande          |
| Knut Billing              | politisk sekreterare    |       | Moderata samlingspartiet     | Stockholms län       |                               |
| Gunnar Hökmark            | civilekonom             |       | Moderata samlingspartiet     | Stockholms län       |                               |
| Inger Koch                | laboratorieassistent    |       | Moderata samlingspartiet     | Stockholms län       |                               |
| Ingela Gardner            | departementssekr.       |       | Moderata samlingspartiet     | Stockholms län       |                               |
| Jerry Martinger           | distriktsåklagare       |       | Moderata samlingspartiet     | Stockholms län       |                               |
| Jan Sandberg              | politisk sekreterare    |       | Moderata samlingspartiet     | Stockholms län       |                               |
| Karin Söder               | f.d. statsråd           |       | Centerpartiet                | Stockholms län       |                               |
| Olof Johansson            | f.d. statsråd           |       | Centerpartiet                | Stockholms län       | Partiordförande               |
| Ylva Annerstedt           | småföretagare           |       | Folkpartiet                  | Stockholms län       |                               |
| Daniel Tarschys           | professor               |       | Folkpartiet                  | Stockholms län       | Ordförande i SoU.             |
| Ingemar Eliasson          | civilekonom             |       | Folkpartiet                  | Stockholms län       | Gruppledare för partiet       |
| Bengt Westerberg          | partiordförande         |       | Folkpartiet                  | Stockholms län       | Partiordförande               |
| Anne Wibble               | riksgäldsfullmäktig     |       | Folkpartiet                  | Stockholms län       | Vice ordförande i FiU.        |
| Lars Leijonborg           | projektledare           |       | Folkpartiet                  | Stockholms län       |                               |
| Ingvar Carlsson           | statsminister           |       | Socialdemokraterna           | Stockholms län       | Partiordförande och statsråd  |
| Lennart Andersson         | studieombudsman         |       | Socialdemokraterna           | Stockholms län       | Vice ordförande i LU.         |
| Ivar Nordberg             | statsråd                |       | Socialdemokraterna           | Stockholms län       | Statsråd t.o.m. 1990          |
| Thage Peterson            | socionom                |       | Socialdemokraterna           | Stockholms län       | Riksdagens talman             |
| Anna-Greta Leijon         | f.d. statsråd           |       | Socialdemokraterna           | Stockholms län       | Ordförande i FiU.             |
| Anita Johansson           | undersköterska          |       | Socialdemokraterna           | Stockholms län       |                               |
| Sören Lekberg             | ombudsman               |       | Socialdemokraterna           | Stockholms län       |                               |
| Hans Göran Franck         | advokat                 |       | Socialdemokraterna           | Stockholms län       |                               |
| Aina Westin               | ombudsman               |       | Socialdemokraterna           | Stockholms län       |                               |
| Ulf Lönnqvist             | statsråd                |       | Socialdemokraterna           | Stockholms län       | Statsråd under perioden       |
| Mona Sahlin               | sekreterare             |       | Socialdemokraterna           | Stockholms län       |                               |
| Eva Johansson             | ombudsman               |       | Socialdemokraterna           | Stockholms län       |                               |
| Ingela Thalén             | statsråd                |       | Socialdemokraterna           | Stockholms län       | Statsråd under perioden       |
| Anna Horn af Rantzien     | författare              |       | Miljöpartiet de Gröna        | Stockholms län       |                               |
| Per Gahrton               | sociolog                |       | Miljöpartiet de Gröna        | Stockholms län       |                               |
| Eva Goës                  | agronom                 |       | Miljöpartiet de Gröna        | Stockholms län       |                               |
| Jan Strömdahl             | enhetschef              |       | Vänsterpartiet kommunisterna | Stockholms län       |                               |
| Gudrun Schyman            | socionom                |       | Vänsterpartiet kommunisterna | Stockholms län       |                               |
| Annika Åhnberg            | socionom                |       | Vänsterpartiet kommunisterna | Stockholms län       |                               |
| Ingegerd Troedsson        | f.d. statsråd           |       | Moderata samlingspartiet     | Uppsala län          | Riksdagens första vice talman |
| Lars Ahlmark              | avdelningschef          |       | Moderata samlingspartiet     | Uppsala län          |                               |
| Rosa Östh                 | lantbrukare             |       | Centerpartiet                | Uppsala län          |                               |
| Barbro Sandberg           | lärare                  |       | Folkpartiet                  | Uppsala län          |                               |
| Håkan Holmberg            | journalist              |       | Folkpartiet                  | Uppsala län          |                               |
| Arne Gadd                 | revisionsdirektör       |       | Socialdemokraterna           | Uppsala län          |                               |
| Birgitta Dahl             | statsråd                |       | Socialdemokraterna           | Uppsala län          | Statsråd under perioden       |
| Gustav Persson            |                         |       | Socialdemokraterna           | Uppsala län          |                               |
| Gunnar Thollander         | förrådsförvaltare       |       | Socialdemokraterna           | Uppsala län          |                               |
| Ingrid Andersson          | sjuksköterska           |       | Socialdemokraterna           | Uppsala län          |                               |
| Paul Ciszuk               | docent                  |       | Miljöpartiet de Gröna        | Uppsala län          |                               |
| Berith Eriksson           | förskollärare           |       | Vänsterpartiet kommunisterna | Uppsala län          |                               |
| Göran Allmér              | rektor                  |       | Moderata samlingspartiet     | Södermanlands län    |                               |
| Per Westerberg            | civilekonom             |       | Moderata samlingspartiet     | Södermanlands län    |                               |
| Larz Johansson            | lantbrukare             |       | Centerpartiet                | Södermanlands län    | Vice ordförande i UbU.        |
| Kjell Johansson           | fabrikör                |       | Folkpartiet                  | Södermanlands län    |                               |
| Olle Svensson             | redaktör                |       | Socialdemokraterna           | Södermanlands län    | Ordförande i KU.              |
| Maj-Lis Lööw              | arbetsförmedlare        |       | Socialdemokraterna           | Södermanlands län    | Vice ordförande i KrU.        |
| Anita Persson             | socialkamrer            |       | Socialdemokraterna           | Södermanlands län    |                               |
| Marita Bengtsson          | inspektör               |       | Socialdemokraterna           | Södermanlands län    |                               |
| Reynoldh Furustrand       | ombudsman               |       | Socialdemokraterna           | Södermanlands län    |                               |
| Mona Saint Cyr            | kommunsekreterare       |       | Moderata samlingspartiet     | Östergötlands län    |                               |
| Birger Hagård             | högskolelektor          |       | Moderata samlingspartiet     | Östergötlands län    |                               |
| Carl G. Nilsson           | lantbrukare             |       | Moderata samlingspartiet     | Östergötlands län    |                               |
| Anna Wohlin-Andersson     | lantbrukare             |       | Centerpartiet                | Östergötlands län    |                               |
| Roland Larsson            | kommunalråd             |       | Centerpartiet                | Östergötlands län    |                               |
| Karl-Göran Biörsmark      | adjunkt                 |       | Folkpartiet                  | Östergötlands län    |                               |
| Lola Björkquist           | sjuksköterska           |       | Folkpartiet                  | Östergötlands län    |                               |
| Christer Nilsson          | socionom                |       | Socialdemokraterna           | Östergötlands län    |                               |
| Torsten A. Karlsson       | metallarbetare          |       | Socialdemokraterna           | Östergötlands län    |                               |
| Sture Thun                | kommunsekreterare       |       | Socialdemokraterna           | Östergötlands län    |                               |
| Ingvar Björk              | folkhögskollärare       |       | Socialdemokraterna           | Östergötlands län    |                               |
| Inge Carlsson             | metallarbetare          |       | Socialdemokraterna           | Östergötlands län    |                               |
| Berit Löfstedt            | ombudsman               |       | Socialdemokraterna           | Östergötlands län    |                               |
| Viola Furubjelke          | utredningssekreterare   |       | Socialdemokraterna           | Östergötlands län    |                               |
| Maj-Inger Klingvall       | politices magister      |       | Socialdemokraterna           | Östergötlands län    |                               |
| Lars Norberg              | civilingenjör           |       | Miljöpartiet de Gröna        | Östergötlands län    |                               |
| Elisabeth Persson         |                         |       | Vänsterpartiet kommunisterna | Östergötlands län    |                               |
| Anders Björck             | vice ordförande i KU    |       | Moderata samlingspartiet     | Jönköpings län       | Vice ordförande i KU.         |
| Ulf Melin                 | kommunalråd             |       | Moderata samlingspartiet     | Jönköpings län       |                               |
| Kersti Johansson          | lantbrukare             |       | Centerpartiet                | Jönköpings län       |                               |
| Rune Backlund             | ombudsman               |       | Centerpartiet                | Jönköpings län       |                               |
| Ingrid Ronne-Björkqvist   | barnläkare              |       | Folkpartiet                  | Jönköpings län       |                               |
| Carl-Johan Wilson         | förlagsredaktör         |       | Folkpartiet                  | Jönköpings län       |                               |
| Åke Gustavsson            | redaktör                |       | Socialdemokraterna           | Jönköpings län       |                               |
| Catarina Rönnung          | folkhögskollärare       |       | Socialdemokraterna           | Jönköpings län       |                               |
| Ingegerd Elm              | kontorist               |       | Socialdemokraterna           | Jönköpings län       |                               |
| Nils Nordh                | metallarbetare          |       | Socialdemokraterna           | Jönköpings län       |                               |
| Sven-Erik Alkemark        | fastighetsförvaltare    |       | Socialdemokraterna           | Jönköpings län       | Avled 21 februari 1990        |
| Anders Högmark            | civilekonom             |       | Moderata samlingspartiet     | Kronobergs län       |                               |
| Stina Gustavsson          | hushållslärare          |       | Centerpartiet                | Kronobergs län       |                               |
| Charlotte Branting        | hushållslärare          |       | Folkpartiet                  | Kronobergs län       |                               |
| Kjell Nilsson             | metallarbetare          |       | Socialdemokraterna           | Kronobergs län       |                               |
| Ulla Johansson            | lågstadielärare         |       | Socialdemokraterna           | Kronobergs län       |                               |
| Lars Hedfors              | studierektor            |       | Socialdemokraterna           | Kronobergs län       | Ordförande i SkU.             |
| Ewy Möller                |                         |       | Moderata samlingspartiet     | Kalmar län           |                               |
| Bertil Danielsson         | lantbrukare             |       | Moderata samlingspartiet     | Kalmar län           |                               |
| Agne Hansson              | ämneslärare             |       | Centerpartiet                | Kalmar län           | Ordförande i BoU.             |
| Marianne Jönsson          | adjunkt                 |       | Centerpartiet                | Kalmar län           |                               |
| Ingrid Hasselström-Nyvall | civilekonom             |       | Folkpartiet                  | Kalmar län           |                               |
| Stig Alemyr               | folkhögskolerektor      |       | Socialdemokraterna           | Kalmar län           | Ordförande i UU.              |
| Birger Rosqvist           | mästerlots              |       | Socialdemokraterna           | Kalmar län           | Ordförande i TU.              |
| Arne Andersson            | inspektör               |       | Socialdemokraterna           | Kalmar län           |                               |
| Lena Öhrsvik              | kurator                 |       | Socialdemokraterna           | Kalmar län           |                               |
| Bengt Kronblad            | ombudsman               |       | Socialdemokraterna           | Kalmar län           |                               |
| Gunhild Bolander          | ombudsman               |       | Centerpartiet                | Gotlands län         |                               |
| Ulla Pettersson           | socialsekreterare       |       | Socialdemokraterna           | Gotlands län         |                               |
| Karl-Gösta Svenson        | byråchef                |       | Moderata samlingspartiet     | Blekinge län         |                               |
| Sven-Olof Petersson       | byggnadsingenjör        |       | Centerpartiet                | Blekinge län         |                               |
| Hans Gustafsson           | statsråd                |       | Socialdemokraterna           | Blekinge län         | Vice ordförande i JoU.        |
| Christer Skoog            | plåtslagare             |       | Socialdemokraterna           | Blekinge län         |                               |
| Yvonne Sandberg-Fries     | avdelningschef          |       | Socialdemokraterna           | Blekinge län         |                               |
| Jan Björkman              | studieombudsman         |       | Socialdemokraterna           | Blekinge län         |                               |
| Wiggo Komstedt            | försäljningschef        |       | Moderata samlingspartiet     | Kristianstads län    |                               |
| Bo Lundgren               | civilekonom             |       | Moderata samlingspartiet     | Kristianstads län    | Vice ordförande i SkU.        |
| Ingvar Eriksson           | lantbrukare             |       | Moderata samlingspartiet     | Kristianstads län    |                               |
| Karl Erik Olsson          | lantbrukare             |       | Centerpartiet                | Kristianstads län    | Ordförande i JoU.             |
| Ingbritt Irhammar         | lågstadielärare         |       | Centerpartiet                | Kristianstads län    |                               |
| Bengt Harding Olson       | chefsåklagare           |       | Folkpartiet                  | Kristianstads län    |                               |
| Börje Nilsson             | socionom                |       | Socialdemokraterna           | Kristianstads län    |                               |
| Maja Bäckström            | undersköterska          |       | Socialdemokraterna           | Kristianstads län    |                               |
| Kaj Larsson               | inköpare                |       | Socialdemokraterna           | Kristianstads län    |                               |
| Johnny Ahlqvist           | ombudsman               |       | Socialdemokraterna           | Kristianstads län    |                               |
| Ingegerd Wärnersson       | lågstadielärare         |       | Socialdemokraterna           | Kristianstads län    |                               |
| Kaj Nilsson               | ämneslärare             |       | Miljöpartiet de Gröna        | Kristianstads län    |                               |
| Rolf Clarkson             | direktör                |       | Moderata samlingspartiet     | Fyrstadskretsen      | Vice ordförande i TU.         |
| Rune Rydén                | filosofie licentiat     |       | Moderata samlingspartiet     | Fyrstadskretsen      |                               |
| Margit Gennser            | civilekonom             |       | Moderata samlingspartiet     | Fyrstadskretsen      |                               |
| Sten Andersson            | varvsarbetare           |       | Moderata samlingspartiet     | Fyrstadskretsen      |                               |
| Bertil Persson            | biträdande överläkare   |       | Moderata samlingspartiet     | Fyrstadskretsen      |                               |
| Ulla Tillander            | ämneslärare             |       | Centerpartiet                | Fyrstadskretsen      |                               |
| Karin Ahrland             | förste länsassessor     |       | Folkpartiet                  | Fyrstadskretsen      | Ordförande i JuU.             |
| Kjell-Arne Welin          | arbetsförmedlare        |       | Folkpartiet                  | Fyrstadskretsen      |                               |
| Lennart Pettersson        | civilekonom             |       | Socialdemokraterna           | Fyrstadskretsen      | Ordförande i NU.              |
| Grethe Lundblad           | socialinspektör         |       | Socialdemokraterna           | Fyrstadskretsen      |                               |
| Kurt Ove Johansson        | ombudsman               |       | Socialdemokraterna           | Fyrstadskretsen      |                               |
| Lars-Erik Lövdén          | sekreterare             |       | Socialdemokraterna           | Fyrstadskretsen      | Vice ordförande i JuU.        |
| Nils T. Svensson          | ombudsman               |       | Socialdemokraterna           | Fyrstadskretsen      |                               |
| Bo Nilsson                | kommunalråd             |       | Socialdemokraterna           | Fyrstadskretsen      |                               |
| Birthe Sörestedt          | socionom                |       | Socialdemokraterna           | Fyrstadskretsen      |                               |
| Ingegerd Anderlund        | vårdbiträde             |       | Socialdemokraterna           | Fyrstadskretsen      |                               |
| Jan Andersson             | lärare                  |       | Socialdemokraterna           | Fyrstadskretsen      |                               |
| Anita Stenberg            | tandläkare              |       | Miljöpartiet de Gröna        | Fyrstadskretsen      |                               |
| Kjell Dahlström           | teknologie doktor       |       | Miljöpartiet de Gröna        | Fyrstadskretsen      |                               |
| Rolf Nilson               | personalkonsulent       |       | Vänsterpartiet kommunisterna | Fyrstadskretsen      |                               |
| Ingrid Sundberg           | filosofie kandidat      |       | Moderata samlingspartiet     | Malmöhus län         | Ordförande i KrU.             |
| Knut Wachtmeister         | lantmästare             |       | Moderata samlingspartiet     | Malmöhus län         |                               |
| Per Stenmarck             | tjänsteman              |       | Moderata samlingspartiet     | Malmöhus län         |                               |
| Bertil Fiskesjö           | högskolelektor          |       | Centerpartiet                | Malmöhus län         | Riksdagens tredje vice talman |
| Håkan Hansson             | marknadsdirektör        |       | Centerpartiet                | Malmöhus län         |                               |
| Siw Persson               | gymnasieekonom          |       | Folkpartiet                  | Malmöhus län         |                               |
| Margit Sandéhn            | textillärare            |       | Socialdemokraterna           | Malmöhus län         |                               |
| Per Olof Håkansson        | byggnadsingenjör        |       | Socialdemokraterna           | Malmöhus län         |                               |
| Bengt Silfverstrand       | företagsekonom          |       | Socialdemokraterna           | Malmöhus län         |                               |
| Gunnar Nilsson            | ombudsman               |       | Socialdemokraterna           | Malmöhus län         |                               |
| Karin Wegestål            | socialsekreterare       |       | Socialdemokraterna           | Malmöhus län         |                               |
| Anita Jönsson             | lågstadielärare         |       | Socialdemokraterna           | Malmöhus län         |                               |
| Gösta Lyngå               | docent                  |       | Miljöpartiet de Gröna        | Malmöhus län         |                               |
| Sven Eric Lorentzon       | lantbrukare             |       | Moderata samlingspartiet     | Hallands län         |                               |
| Nic Grönvall              | advokat                 |       | Moderata samlingspartiet     | Hallands län         |                               |
| Ivar Franzén              | lantmästare             |       | Centerpartiet                | Hallands län         |                               |
| Rolf Kenneryd             | skogsinspektor          |       | Centerpartiet                | Hallands län         |                               |
| Christer Eirefelt         | byggnadstekniker        |       | Folkpartiet                  | Hallands län         | Riksdagens andra vice talman  |
| Margareta Fogelberg       | inredningsarkitekt      |       | Folkpartiet                  | Hallands län         |                               |
| Owe Andréasson            | verktygsmakare          |       | Socialdemokraterna           | Hallands län         |                               |
| Lars Svensson             | kontorsföreståndare     |       | Socialdemokraterna           | Hallands län         |                               |
| Ulla-Britt Åbark          | socionom                |       | Socialdemokraterna           | Hallands län         |                               |
| Ingegerd Sahlström        | rektor                  |       | Socialdemokraterna           | Hallands län         |                               |
| Hans Leghammar            | slöjdlärare             |       | Miljöpartiet de Gröna        | Hallands län         |                               |
| Sonja Rembo               | sekreterare             |       | Moderata samlingspartiet     | Göteborgs kommun     |                               |
| Hugo Hegeland             | f.d. professor          |       | Moderata samlingspartiet     | Göteborgs kommun     |                               |
| Lars Ahlström             | konditor                |       | Moderata samlingspartiet     | Göteborgs kommun     |                               |
| Tom Heyman                | styrman                 |       | Moderata samlingspartiet     | Göteborgs kommun     |                               |
| Rune Thorén               | socionom                |       | Centerpartiet                | Göteborgs kommun     |                               |
| Kerstin Ekman             | ingenjör                |       | Folkpartiet                  | Göteborgs kommun     |                               |
| Erling Bager              | ingenjör                |       | Folkpartiet                  | Göteborgs kommun     |                               |
| Ingela Mårtensson         | utredningssekreterare   |       | Folkpartiet                  | Göteborgs kommun     |                               |
| Doris Håvik               | assistent               |       | Socialdemokraterna           | Göteborgs kommun     | Ordförande i SfU.             |
| Jan Bergqvist             | sekreterare             |       | Socialdemokraterna           | Göteborgs kommun     | Gruppledare för partiet       |
| Sten Östlund              | metallarbetare          |       | Socialdemokraterna           | Göteborgs kommun     |                               |
| Inga-Britt Johansson      | inspektör               |       | Socialdemokraterna           | Göteborgs kommun     |                               |
| Bengt Göransson           | statsråd                |       | Socialdemokraterna           | Göteborgs kommun     | Statsråd under perioden       |
| Sven Hulterström          | statsråd                |       | Socialdemokraterna           | Göteborgs kommun     | Statsråd t.o.m. 1990          |
| Torgny Larsson            | kyrkoherde              |       | Socialdemokraterna           | Göteborgs kommun     |                               |
| Elisabet Franzén          |                         |       | Miljöpartiet de Gröna        | Göteborgs kommun     |                               |
| Claes Roxbergh            | filosofie licentiat     |       | Miljöpartiet de Gröna        | Göteborgs kommun     | Gruppledare för partiet       |
| Alexander Chrisopoulos    | truckförare             |       | Vänsterpartiet kommunisterna | Göteborgs kommun     |                               |
| Viola Claesson            | bibliotekarie           |       | Vänsterpartiet kommunisterna | Göteborgs kommun     |                               |
| Jens Eriksson             | fiskare                 |       | Moderata samlingspartiet     | Bohuslän             |                               |
| Ing-Britt Nygren          |                         |       | Moderata samlingspartiet     | Bohuslän             |                               |
| Elving Andersson          | ombudsman               |       | Centerpartiet                | Bohuslän             |                               |
| Kenth Skårvik             | distriktschef           |       | Folkpartiet                  | Bohuslän             |                               |
| Leif Olsson               | bankkamrer              |       | Folkpartiet                  | Bohuslän             |                               |
| Evert Svensson            | socionom                |       | Socialdemokraterna           | Bohuslän             |                               |
| Karl-Erik Svartberg       | rektor                  |       | Socialdemokraterna           | Bohuslän             |                               |
| Lennart Nilsson           | byggnadssnickare        |       | Socialdemokraterna           | Bohuslän             |                               |
| Lisbet Calner             | postexpeditör           |       | Socialdemokraterna           | Bohuslän             |                               |
| Sverre Palm               | järnvägstjänsteman      |       | Socialdemokraterna           | Bohuslän             |                               |
| Kent Lundgren             | systemanalytiker        |       | Miljöpartiet de Gröna        | Bohuslän             |                               |
| Lars Bäckström            | lärare                  |       | Vänsterpartiet kommunisterna | Bohuslän             |                               |
| Arne Andersson            | lantbrukare             |       | Moderata samlingspartiet     | Älvsborgs läns norra | Ordförande i FöU.             |
| Stig Bertilsson           | redaktör                |       | Moderata samlingspartiet     | Älvsborgs läns norra |                               |
| Marianne Andersson        | ekonom                  |       | Centerpartiet                | Älvsborgs läns norra |                               |
| Ingvar Karlsson           | arbetsledare            |       | Centerpartiet                | Älvsborgs läns norra |                               |
| Elver Jonsson             | postiljon               |       | Folkpartiet                  | Älvsborgs läns norra | Vice ordförande i AU.         |
| Anders Castberger         | riksombudsman           |       | Folkpartiet                  | Älvsborgs läns norra |                               |
| Rune Johansson            | förste verkmästare      |       | Socialdemokraterna           | Älvsborgs läns norra |                               |
| Rune Evensson             | ombudsman               |       | Socialdemokraterna           | Älvsborgs läns norra |                               |
| Ingvar Johnsson           | studiesekreterare       |       | Socialdemokraterna           | Älvsborgs läns norra |                               |
| Britt Bohlin              | vårdare                 |       | Socialdemokraterna           | Älvsborgs läns norra |                               |
| Marianne Samuelsson       | hemvårdare              |       | Miljöpartiet de Gröna        | Älvsborgs läns norra |                               |
| Hans Nyhage               | rektor                  |       | Moderata samlingspartiet     | Älvsborgs läns södra |                               |
| Lennart Brunander         | lantbrukare             |       | Centerpartiet                | Älvsborgs läns södra |                               |
| Lars Sundin               | adjunkt                 |       | Folkpartiet                  | Älvsborgs läns södra |                               |
| Lahja Exner               | textilarbeterska        |       | Socialdemokraterna           | Älvsborgs läns södra |                               |
| Arne Kjörnsberg           | ombudsman               |       | Socialdemokraterna           | Älvsborgs läns södra |                               |
| Berndt Ekholm             | planeringssekreterare   |       | Socialdemokraterna           | Älvsborgs läns södra |                               |
| Sten Svensson             | informationschef        |       | Moderata samlingspartiet     | Skaraborgs län       |                               |
| Ivar Virgin               | civilekonom             |       | Moderata samlingspartiet     | Skaraborgs län       |                               |
| Gunilla André             | politiker               |       | Centerpartiet                | Skaraborgs län       |                               |
| Bengt Kindbom             | sekreterare             |       | Centerpartiet                | Skaraborgs län       |                               |
| Bengt Rosén               | företagare              |       | Folkpartiet                  | Skaraborgs län       |                               |
| Sven-Gösta Signell        | ombudsman               |       | Socialdemokraterna           | Skaraborgs län       |                               |
| Birgitta Johansson        | metallarbetare          |       | Socialdemokraterna           | Skaraborgs län       |                               |
| Jan Fransson              | byrådirektör            |       | Socialdemokraterna           | Skaraborgs län       |                               |
| Anders Nilsson            | arbetsförmedlare        |       | Socialdemokraterna           | Skaraborgs län       |                               |
| Kjell Nordström           | metallarbetare          |       | Socialdemokraterna           | Skaraborgs län       |                               |
| Carl Frick                | bergsingenjör           |       | Miljöpartiet de Gröna        | Skaraborgs län       |                               |
| Göthe Knutson             | redaktör                |       | Moderata samlingspartiet     | Värmlands län        |                               |
| Gullan Lindblad           | sjuksköterska           |       | Moderata samlingspartiet     | Värmlands län        | Vice ordförande i SfU.        |
| Jan Hyttring              | ingenjör                |       | Centerpartiet                | Värmlands län        |                               |
| Kjell Ericsson            | kommunalråd             |       | Centerpartiet                | Värmlands län        |                               |
| Isa Halvarsson            | tandläkare              |       | Folkpartiet                  | Värmlands län        |                               |
| Magnus Persson            | ombudsman               |       | Socialdemokraterna           | Värmlands län        |                               |
| Bo Finnkvist              | järnbruksarbetare       |       | Socialdemokraterna           | Värmlands län        |                               |
| Roine Carlsson            | statsråd                |       | Socialdemokraterna           | Värmlands län        | Statsråd under perioden       |
| Kristina Svensson         | rektor                  |       | Socialdemokraterna           | Värmlands län        |                               |
| Hans Rosengren            | ombudsman               |       | Socialdemokraterna           | Värmlands län        | Avled 8 maj 1989              |
| Jarl Lander               | tekniker                |       | Socialdemokraterna           | Värmlands län        |                               |
| Björn Samuelson           | maskinist               |       | Vänsterpartiet kommunisterna | Värmlands län        |                               |
| Ann-Cathrine Haglund      | adjunkt                 |       | Moderata samlingspartiet     | Örebro län           |                               |
| Anders Svärd              | vägmästare              |       | Centerpartiet                | Örebro län           |                               |
| Lars Ernestam             | kulturchef              |       | Folkpartiet                  | Örebro län           |                               |
| Gudrun Norberg            | kommunalråd             |       | Folkpartiet                  | Örebro län           |                               |
| Sture Ericson             | redaktör                |       | Socialdemokraterna           | Örebro län           |                               |
| Helge Hagberg             | kommunalråd             |       | Socialdemokraterna           | Örebro län           |                               |
| Håkan Strömberg           | metallarbetare          |       | Socialdemokraterna           | Örebro län           |                               |
| Maud Björnemalm           | kommunalråd             |       | Socialdemokraterna           | Örebro län           |                               |
| Rosa-Lill Wåhlstedt       |                         |       | Socialdemokraterna           | Örebro län           |                               |
| Ulla Samuelsson           |                         |       | Socialdemokraterna           | Örebro län           |                               |
| Karl-Erik Persson         | politiker               |       | Vänsterpartiet kommunisterna | Örebro län           |                               |
| Anders Andersson          | lantbrukare             |       | Moderata samlingspartiet     | Västmanlands län     | Avled 8 maj 1989              |
| Karin Falkmer             | gymnastikdirektör       |       | Moderata samlingspartiet     | Västmanlands län     |                               |
| Birger Andersson          | rektor                  |       | Centerpartiet                | Västmanlands län     |                               |
| Hugo Bergdahl             | flottiljpolis           |       | Folkpartiet                  | Västmanlands län     |                               |
| Lena Hjelm-Wallén         | statsråd                |       | Socialdemokraterna           | Västmanlands län     | Statsråd under perioden       |
| Roland Sundgren           | ombudsman               |       | Socialdemokraterna           | Västmanlands län     |                               |
| Berit Oscarsson           | studiesekreterare       |       | Socialdemokraterna           | Västmanlands län     |                               |
| Margareta Hemmingsson     | lågstadielärare         |       | Socialdemokraterna           | Västmanlands län     |                               |
| Göran Magnusson           | kommunalråd             |       | Socialdemokraterna           | Västmanlands län     |                               |
| Hans Petersson            | ombudsman               |       | Vänsterpartiet kommunisterna | Västmanlands län     |                               |
| Björn Körlof              | departementssekr.       |       | Moderata samlingspartiet     | Kopparbergs län      |                               |
| Birgitta Hambraeus        | filosofie kandidat      |       | Centerpartiet                | Kopparbergs län      |                               |
| Göran Engström            | skogsbrukare            |       | Centerpartiet                | Kopparbergs län      |                               |
| Lars De Geer              | f.d. statsråd           |       | Folkpartiet                  | Kopparbergs län      |                               |
| Ove Karlsson              | skogsarbetare           |       | Socialdemokraterna           | Kopparbergs län      |                               |
| Kjell-Olof Feldt          | statsråd                |       | Socialdemokraterna           | Kopparbergs län      | Statsråd t.o.m. 1990          |
| Inger Hestvik             | studierektor            |       | Socialdemokraterna           | Kopparbergs län      |                               |
| Iréne Vestlund            | sjukvårdslärare         |       | Socialdemokraterna           | Kopparbergs län      |                               |
| Bengt-Ola Ryttar          | ombudsman               |       | Socialdemokraterna           | Kopparbergs län      |                               |
| Arne Mellqvist            | kanslichef              |       | Socialdemokraterna           | Kopparbergs län      |                               |
| Ragnhild Pohanka          | lärare                  |       | Miljöpartiet de Gröna        | Kopparbergs län      |                               |
| Lars-Ove Hagberg          | järnbruksarbetare       |       | Vänsterpartiet kommunisterna | Kopparbergs län      |                               |
| Rolf Dahlberg             | yrkesvalslärare         |       | Moderata samlingspartiet     | Gävleborgs län       | Ordförande i LU.              |
| Gunnar Björk              | bankkonsulent           |       | Centerpartiet                | Gävleborgs län       |                               |
| Karin Starrin             | ekonom                  |       | Centerpartiet                | Gävleborgs län       |                               |
| Hans Lindblad             | redaktör                |       | Folkpartiet                  | Gävleborgs län       |                               |
| Olle Östrand              | mätningsföreståndare    |       | Socialdemokraterna           | Gävleborgs län       |                               |
| Iris Mårtensson           | studieombudsman         |       | Socialdemokraterna           | Gävleborgs län       |                               |
| Axel Andersson            | kronojägare             |       | Socialdemokraterna           | Gävleborgs län       |                               |
| Sigrid Bolkéus            | lågstadielärare         |       | Socialdemokraterna           | Gävleborgs län       |                               |
| Karl Hagström             | ombudsman               |       | Socialdemokraterna           | Gävleborgs län       |                               |
| Sinikka Bohlin            | hemspråkslärare         |       | Socialdemokraterna           | Gävleborgs län       |                               |
| Inger Schörling           | kulturgeograf           |       | Miljöpartiet de Gröna        | Gävleborgs län       | Gruppledare för partiet       |
| Bertil Måbrink            | ombudsman               |       | Vänsterpartiet kommunisterna | Gävleborgs län       |                               |
| Eva Björne                | filosofie magister      |       | Moderata samlingspartiet     | Västernorrlands län  |                               |
| Martin Olsson             | bankkamrer              |       | Centerpartiet                | Västernorrlands län  |                               |
| Görel Thurdin             | politices magister      |       | Centerpartiet                | Västernorrlands län  |                               |
| Sigge Godin               | förste inspektör        |       | Folkpartiet                  | Västernorrlands län  |                               |
| Rune Jonsson              | elektriker              |       | Socialdemokraterna           | Västernorrlands län  |                               |
| Bo Forslund               | ombudsman               |       | Socialdemokraterna           | Västernorrlands län  |                               |
| Martin Segerstedt         | arbetsförmedlare        |       | Socialdemokraterna           | Västernorrlands län  |                               |
| Sven Lundberg             | journalist              |       | Socialdemokraterna           | Västernorrlands län  |                               |
| Britta Sundin             | kontorist               |       | Socialdemokraterna           | Västernorrlands län  |                               |
| Bo Holmberg               | statsråd                |       | Socialdemokraterna           | Västernorrlands län  | Vice ordförande i SoU.        |
| Roy Ottosson              | biolog                  |       | Miljöpartiet de Gröna        | Västernorrlands län  |                               |
| Jan Jennehag              | sekreterare             |       | Vänsterpartiet kommunisterna | Västernorrlands län  |                               |
| Ingrid Hemmingsson        | hushållslärare          |       | Moderata samlingspartiet     | Jämtlands län        |                               |
| Stina Eliasson            | ämneslärare             |       | Centerpartiet                | Jämtlands län        |                               |
| Marianne Stålberg         | skolkurator             |       | Socialdemokraterna           | Jämtlands län        |                               |
| Nils-Olof Gustafsson      | ombudsman               |       | Socialdemokraterna           | Jämtlands län        |                               |
| Margareta Winberg         | lärare                  |       | Socialdemokraterna           | Jämtlands län        |                               |
| Hans Dau                  | hemmansägare            |       | Moderata samlingspartiet     | Västerbottens län    |                               |
| Börje Hörnlund            | skogsmästare            |       | Centerpartiet                | Västerbottens län    |                               |
| Karin Israelsson          | distriktssköterska      |       | Centerpartiet                | Västerbottens län    |                               |
| Ulla Orring               | fru                     |       | Folkpartiet                  | Västerbottens län    |                               |
| Roland Brännström         | verkmästare             |       | Socialdemokraterna           | Västerbottens län    | Vice ordförande i FöU.        |
| Georg Andersson           | rektor                  |       | Socialdemokraterna           | Västerbottens län    |                               |
| Mats Lindberg             | ombudsman               |       | Socialdemokraterna           | Västerbottens län    |                               |
| Rinaldo Karlsson          | metallarbetare          |       | Socialdemokraterna           | Västerbottens län    |                               |
| Lena Boström              | sekreterare             |       | Socialdemokraterna           | Västerbottens län    |                               |
| Maggi Mikaelsson          | barnomsorgsassistent    |       | Vänsterpartiet kommunisterna | Västerbottens län    |                               |
| Erik Holmkvist            | företagare              |       | Moderata samlingspartiet     | Norrbottens län      |                               |
| Per-Ola Eriksson          | ombudsman               |       | Centerpartiet                | Norrbottens län      |                               |
| Britta Bjelle             | distriktsåklagare       |       | Folkpartiet                  | Norrbottens län      |                               |
| Sten-Ove Sundström        | järnverksarbetare       |       | Socialdemokraterna           | Norrbottens län      |                               |
| Bruno Poromaa             | gruvarbetare            |       | Socialdemokraterna           | Norrbottens län      |                               |
| Åke Selberg               | hemmansägare            |       | Socialdemokraterna           | Norrbottens län      |                               |
| Leif Marklund             | ombudsman               |       | Socialdemokraterna           | Norrbottens län      |                               |
| Monica Öhman              | undersköterska          |       | Socialdemokraterna           | Norrbottens län      |                               |
| Ewa Hedkvist Petersen     | familjerättssekreterare |       | Socialdemokraterna           | Norrbottens län      |                               |
| Paul Lestander            | skogsarbetare           |       | Vänsterpartiet kommunisterna | Norrbottens län      |                               |